# Amir Bachrouri
Amir Bachrouri (Rotterdam, 2002) is een Belgisch columnist. Hij was van begin 2021 tot eind 2023 voorzitter van de Vlaamse Jeugdraad.
Sinds januari 2022 is hij een columnist van Knack. In november 2023 verscheen zijn debuut Doe maar niet bij Borgerhoff & Lamberigts. Bachrouri verwierf bekendheid als debater in Terzake en De Afspraak en als jurylid in programma's als de Kastaars! en Vrede op aarde.

## Biografie
Bachrouri's familie verhuisde toen hij nog geen jaar oud was van Rotterdam naar Borgerhout. Zelf liep hij school in het atheneum van Berchem. In 2020 startte hij de opleiding rechten aan de Universiteit Antwerpen.
Bachrouri startte in 2014 als vrijwilliger in Den Eglantier, een jeugdcentrum in Berchem, en was actief bij het J100 project. Op 2 december 2020 werd hij lid en adviseur van de Vlaamse Jeugdraad. Niettegenstaande hij het jongste lid was stelde hij zich toch eind 2020 kandidaat voor de voorzittersverkiezingen die hij in januari 2021 won. Zijn mandaat eindigde eind 2023.